# که‌چون
که‌چون (به لاتین: Kaechon) یک شهر در کره شمالی است که در استان پیونگان جنوبی واقع شده‌است.

## خصوصیات
که‌چون ۷۳۸ کیلومترمربع مساحت و ۳۳۶٬۰۰۰ نفر جمعیت دارد.